# Anas fulvigula
Il germano maculato (Anas fulvigula, Ridgway 1874) è un uccello della famiglia degli Anatidi. A volte viene confuso o considerato erroneamente come una sottospecie del germano reale (Anas platyrhynchos) o del germano nero americano (Anas rubripes).

## Descrizione
Il piumaggio è marrone chiazzato, il capo e la gola sono invece color beige, marroncino chiaro (da cui il nome latino fulva + gula, cioè gola fulva). Lo specchio delle ali è blu iridescente ma rispetto ad altre specie affini del genere anas, non presenta la bordatura bianca. Il becco del maschio è di color giallo luminoso, mentre nella femmina è grigio.